# Now, Diabolical
Now, Diabolical ist das sechste Album der norwegischen Metal-Band Satyricon.

## Entstehung
Das Album wurde von Mike Frazier gemixt. Die Band wollte „wirklich gute und kräftige Lieder“ aufnehmen.

## Stil
Das Album basiert musikalisch auf einfachem Rock mit melodischen Riffs und vielen Hooklines. Das Schlagzeugspiel besteht, was untypisch für das Genre ist, nicht aus Blastbeats. Es ist technisch sehr einfach gehalten, aber dennoch stark akzentuiert. Der Gesang ist guttural, aber gut zu hören.

## Rezeption
Now, Diabolical rief sehr gemischte Reaktionen hervor. Während beispielsweise die Website chroniclesofchaos.com das erste Riff mit dem einer „drittklassigen Metallica-Coverband“ vergleicht, ist ein anderer Rezensent der Meinung, der einzige Nachteil des Albums sei seine Kürze.
Das Album erreichte Platz 2 der norwegischen Charts, auch in den finnischen und schwedischen Charts war es vertreten.

## Titelliste
1. Now, Diabolical – 5:30
2. K.I.N.G. – 3:36
3. The Pentagram Burns – 5:38
4. A New Enemy – 5:47
5. The Rite of Our Cross – 5:45
6. That Darkness Shall Be Eternal – 4:46
7. Delirium – 5:38
8. To the Mountains – 8:09
9. Storm (of the Destroyer) (Century Media America CD, Roadrunner Japan CD & Vinyl LP Bonustrack) – 2:50

## Single-Auskopplung
Zum Album erschien eine auf 1000 Kopien limitierte Single in Norwegen. Sie enthielt zwei Lieder, das Video zum Titellied wurden im Norwegischen Fernsehen und bei MTVs Headbangers Ball gezeigt.
1. K.I.N.G – 3:36
2. Storm (of the Destroyer) – 2:48